# Nominalphrase
Eine Nominalphrase (abgekürzt NP) oder Nominalgruppe bzw. Substantivgruppe ist eine Phrase (eine abgeschlossene syntaktische Einheit), deren Kern oder Kopf ein Nomen (im Sinne von Substantiv) ist. Andere Formen wie Pronomina oder Substantivierungen von Adjektiven bilden Nominalphrasen, sofern sie der Wortart nach ebenfalls als nominal (d. h. mit Kategoriemerkmal N) analysiert werden.
In dem Satz „Der alte Baum wurde von einem Blitz getroffen“ würde klassischerweise der Bestandteil „der alte Baum“ als eine solche Nominalphrase angesehen werden, da Adjektiv und Artikel hier als abhängige Begleiter des nominalen Kopfes „Baum“ gesehen werden. Dieser Begriff der Nominalphrase ist in der allgemeinen Linguistik spätestens seit Noam Chomsky (1957) und damit seit den Anfängen der generativen Grammatik geläufig. In späteren Theorieversionen wurde erwogen, dass der Artikel ein syntaktischer Kopf mit der Kategorie D sein könnte; in dieser Variante würde das Beispiel „der alte Baum“ als Determinansphrase (DP) analysiert und Nominalphrase wäre nur der Teil ohne den Artikel: „alte Baum“. In dieser letzteren Sichtweise bilden auch viele Pronomina eine DP und keine NP. (In diesem Artikel wird im Folgenden die ältere Terminologie zugrunde gelegt.)
Innerhalb der Nominalphrase (bzw. Determinansphrase) herrscht im Deutschen grammatische Übereinstimmung (Kongruenz) zwischen Artikel, Adjektiv und Nomen in den Merkmalen Kasus, Numerus, Genus.

## Zusammensetzung einer Nominalphrase
Eine Nominalphrase besteht im Kern (Fachwort: Kopf, englisch head) aus einem Nomen (d. h. Substantiv), z. B. Baum.
Dieser Kern kann erweitert werden um:
- Adjektivattribute: „alter Baum“
- weitere Nominalphrasen, v. a. Genitivattribute: „der Baum der Erkenntnis“
- Präpositionalphrasen: „der Baum auf dem Feld“
- Sätze: z. B. Relativsätze: „der Baum, der gestern umgefallen ist“
- sowie schließlich, je nach Analyse, ggf. auch das Determinativ, also etwa ein Artikel: „der Baum“

In Analysen, die den Artikel als Bestandteil der Nominalphrase sehen, ergibt sich als Hauptaufteilung der Nominalphrase eine Kombination aus dem Artikel einerseits und dem gesamten Rest, d. h. dem Nomen mit allen Attributen, andererseits. Dieser Rest wird auch als ein Nominal bezeichnet. Umgekehrt gesprochen ist ein Nominal also jeder evtl. zusammengesetzte Ausdruck, der auch durch ein Nomen ersetzt werden könnte, aber noch nicht durch einen Artikel „determiniert“ ist.
Manchmal kann das Substantiv, das eigentlich als Kopf einer Nominalphrase erscheinen müsste, auch fehlen (Ellipse), wie beispielsweise in: „der auf dem Feld“.

## Funktionen der Nominalphrasen im Satz
Nominal/Determinans-Phrasen sind typischerweise, so auch im Deutschen, die Träger von Kasus-Merkmalen. Entsprechend kommen die Phrasen in verschiedenen syntaktischen Funktionen vor:
- Als Subjekt des Satzes in „[Der Baum] ist groß“,
- als Objekt des Satzes in „Ich sehe [den Baum]“,
- als Attribut zu einer anderen Nominalphrase in „die Blätter [des Baumes]“,
- als Adverbial, wie in „Wir warteten [den ganzen Abend]“ (mit dem Akkusativ als Adverbialkasus) oder
- als Prädikativum, wie in „Der Baum ist [eine verwurzelte Pflanze]“.

Eine Sonderform stellt außerdem die Vokativphrase dar, die zum Anruf und zur Anrede einer Person dient und nicht in den Satz integriert ist. Vokativphrasen erscheinen stets ohne Artikel.
```
[Lieber Bruder,] hilf mir!

NICHT: *
Der liebe Bruder, hilf mir!
```